# Monetización longobarda de Benevento
Con la amonedación longobarda de Benevento, parte de la más general amonedación longobarda, se nos remite a las monedas acuñadas entre alrededor del 680  y el final del siglo IX en el ducado y en el principado de Benevento. Fueron desde el principio acuñados sólidos y tremises, monedas ambas de oro, que imitaban aquellas del Imperio romano de Oriente; inmediatamente siguió la emisión de monedas en nombre primero de los duques y luego de los príncipes beneventanos. Hacia fines del siglo VIII junto a las monedas de oro fueron batidas aquellas de plata, que gradualmente ocuparon el sitio de las precedentes al igual que sucedió en el resto de Europa occidental. La plata se convirtió en el metal amonedado prevaleciente solo desde la mitad del siglo IX.
Las monedas de los duques longobardos de Benevento tienen caracteres propios que las distinguen de aquellas de los longobardos situados en el norte de Italia (Longobardia Mayor): en el norte la acuñación estaba dirigida casi exclusivamente a los tremises, en Benevento fueron acuñados también los sólidos y se inspiraron en los modelos bizantinos también cuando en la Longobardia Mayor, hacia fines del siglo VII a partir del reino de Cuniperto, sobre las monedas fueron insertados los títulos reales y adoptados tipos nuevos. Después de la caída del reino longobardo, todavía por alrededor de un siglo, las monedas mantuvieron sus características.
Junto a la amonedación de Benevento es estudiada también aquella del principado de Salerno, que tuvo origen alrededor del 839 a continuación de la fragmentación del principado de Benevento.

## Catalogación y fuentes

El ducado de Benevento en el

### Monedas beneventanas
Para las monedas acuñadas por los longobardos en Benevento el texto más reciente es el publicado por Philip Grierson y Mark Blackburn, primer volumen de la serie Medieval European Coinage (MEC). En los catálogos se encuentran referencias del tipo "MEC I, 1085", donde MEC indica las iniciales del collar, I indica el primer volumen y 1085 la 1085º moneda en catálogo. Las monedas pertenecientes a la casa de acuñación longobarda de Benevento, todas en el primer volumen, están catalogadas desde 1085 al 1119. Las singulares monedas analizadas en el volumen y usadas en las ilustraciones son aquellas de la colección del Fitzwilliam Museum de Cambridge.
Otra fuente de catalogación, igualmente usada, es el "BMC Vand", o sea el catálogo de las monedas de los vándalos y de otras poblaciones, presentes en el Museo Británico, preservado por Warwick William Wroth y publicado en Londres en 1911.
Menos usados internacionalmente, pero más detallados son los estudios publicados en Italia por Giulio Sambon en 1912, de Memmo Cagiati en 1916-17 y aquellos contenidos en el vol. XVIII del Corpus Nummorum Italicorum (CNI). En particular el texto de Cagiati enumera todos los ejemplares notables entonces con su descripción, utilizando para la representación los dibujos de Andrea Ruso, un ilustrador napolitano del siglo XIX. Más reciente es el trabajo de Enrico Catemario di Quadri, de 1953, en el cual se analizan las monedas beneventanas pertenecientes a una colección privada y publicado en el Bollettino del Círculo Numismático Napoletano. Además en 1974 ha sido publicado sobre Numismatic Chronicle un análisis de W. Andrew Oddy de la amonedación áurea de Benevento, basada también en este caso sobre la colección del Fitzwilliam Museum de Cambridge.

### Monedas imperiales
En la primera mitad del siglo VIII las monedas acuñadas en Benevento tienen leyendas con los nombres de los emperadores del Imperio romano de Oriente.
Los nombres usados son los de Constantino IV (668-685) y Justiniano II (685-695 y 704-711). En la catalogación de las monedas de estos emperadores se usan dos publicaciones relativamente recientes: el catálogo de la colección de Dumbarton Oaks, abreviado DOC, y el texto de Wolfgang Hahn Moneta Imperii Byzantini, abreviado MIB. Las monedas imitadas están enumeradas en el segundo volumen del DOC y en el tercer volumen del MIB.

## Contexto histórico
Los longobardos conquistaron Italia meridional (Longobardia Menor) después del 570 y posteriormente formaron un Estado extendido sobre gran parte del mediodía peninsular, con las excepciones de la actual Calabria, de parte de la Puglia (casi toda la península salentina) y de la ciudad de Nápoles con su periferia, territorios que quedaron debajo del control del Imperio romano de Oriente.
El ducado romano, debajo del control pontificio, y el ducado de Spoleto, longobardo, separaban el Ducado de Benevento de los territorios longobardos del norte de Italia y en consecuencia el ducado gozó entre los siglos VI y VII de una notable autonomía en el interior del reino longobardo de Italia. Sus destinos estuvieron estrechamente vinculados a la corona real solo durante el reino de los reyes Grimoaldo (662-671), ya duque de Benevento, y en el VIII siglo, desde el reino de Liutprando (712-744) a la caída del reino (774). Después de la anexión del reino longobardo al imperio carolingio, en cambio, el dominio beneventano quedó como el único de los territorios longobardos en mantener de hecho la propia independencia por todavía casi trescientos años, a pesar de la fragmentación de sus territorios acaecida hacia el 840.

## Amonedación
Benevento fue el único de los grandes ducados longobardos en tener una acuñación propia, totalmente distinta de aquella del reino longobardo. El tipo prevaleciente presentaba en el anverso un busto de frente y en el reverso una cruz mejorada que se apoyaba sobre una base (sencilla para el tremís, de tres o cuatro escalones para el sólido). La diferencia entre las dos monedas era la misma en uso en la amonedación imperial de la época, que consiente una fácil identificación del valor de la moneda. Los tipos usados para el reverso quedaron constantes para todo el período de la acuñación áurea, salvo una única excepción durante el principado de Sicone.
Las primeras acuñaciones del ducado, al igual que aquellas de todos los pueblos germánicos, estaban constituidas por las denominadas monedas seudo-imperiales, o sea, de imitaciones más o menos fieles de las monedas del Imperio romano. Estas monedas copiaban las que ya estaban en circulación en el área conquistada. Más tarde las monedas se diferenciaron con el añadido de letras, monogramas u otros símbolos que indicaban de alguna manera el nombre del duque que gobernaba. Solo en una tercera fase fueron usadas nuevas inscripciones, diferentes respecto de aquellas imperiales.
El primero en poner su propio nombre fue Grimoaldo III (787-806), ya en el periodo en el cual el ducado había sido elevado a principado; los tipos, sin embargo, eran todavía imitaciones de aquellos de las monedas imperiales. Bajo Grimoaldo III empezó también la acuñación de la plata, siguiendo una praxis que se había ya difundido en Europa occidental. Bajo Sicardo acabó definitivamente la acuñación del oro y también el Ducado de Benevento, como gran parte de la coetánea Europa occidental, usó como moneda principal el denario.

### Acuñación pseudo-imperial
El inicio de la amonedación de Benevento se coloca en el siglo VII tardío, con la acuñación de sólidos y tremises pseudo-imperiales.
Las primeras monedas no son atribuibles con precisión a un duque definido. Las monedas eran imitaciones de aquellas acuñadas por el Imperio romano de Oriente con los nombres de Constante II y Constantino IV.

### Amonedación ducal
Las primeras monedas seguramente atribuibles son aquellas de Gisulfo I, que fue duque desde el 689 al 706. También estas monedas eran imitaciones de las monedas imperiales, copias de aquellas de Tiberio III (698-704) y de Giustiniano II (segundo reino, 704-711). Bajo Gisulfo los tipos usados fueron dos. En el primero en el anverso estaba representado el emperador con armadura, lanza y escudo, en el reverso una cruz mejorada sobre una base; esta moneda estaba copiada de una moneda de Tiberio III. En el segundo tipo el busto del emperador es representado con el hábito; en una mano sostiene una cruz también mejorada y en la otra un orbe, cuya cruz también está mejorada; sobre el globo la leyenda PAX. Al reverso de esta moneda estaba representado el busto de Cristo de frente. El modelo era un sólido de Justiniano II, emitido durante su segundo reinado. Estos dos tipos fueron usados exclusivamente bajo Gisulfo I.
A partir del ascenso de Romualdo II fue introducido un tercer tipo, con en el anverso el busto del emperador que sostiene el orbe. Este tipo imitaba monedas emitidas en los primeros años del reinado de Justiniano II y fue utilizado en la amonedación de Benevento hasta la mitad del reinado de Godescalco (740 alrededor). Las inscripciones usadas eran aquellas de las monedas de Justiniano. Según Grierson y Blackburn el tipo fue elegido probablemente a causa de la familiaridad de los longobardos de Benevento con este tipo, usado por muchos emperadores durante el VII siglo.
Bajo Godescalco fue introducido un nuevo tipo con el busto imperial que sostiene en la mano izquierda la akakia, además del Orbe que se encontraba en la mano derecha. Según Grierson y Blackburn el tipo imita los sólidos de León III (717-741), aunque había sido introducido con anterioridad por Anastasio II (713-715). En particular, las leyendas en estas monedas son del tipo DN LEOPP o DNL – EOPPAGVS. Estos tipos son visibles también en las monedas de Liutprando y en aquellas de los primeros años de Arechi II.
Con Arechi II el tipo fue nuevamente cambiado. El tema regresó a aquel del busto con el Orbe, pero en el anverso no estaba más la legenda pseudo-imperial, donde se lee DNS VICTORIA. La datación de este nuevo tipo está colocada alrededor del 770 y, según Grierson y Blackburn, probablemente la leyenda alude a la victoria conseguida en el 765 sobre los napolitanos.

### Amonedación del principado
En el 774, siempre bajo Arechi, el ducado se transformó en principado y sobre el anverso de las monedas apareció la nueva leyenda "PRINPI". El tipo, con algunas variantes menores en la túnica, fue usado también bajo Grimoaldo III y hasta el final de la amonedación áurea de Benevento. Con Grimoaldo III por primera vez fue usada la leyenda con el nombre del príncipe escrito en su totalidad: anteriormente sobre el anverso estaba presente solo la inicial del nombre del duque, con o sin la indicación del título, expresada o con la letra D o con un monograma (ɵV para dvx). La amonedación de Grimoaldo está dividida en dos periodos que atestiguan los cambios en la política extranjera del principado. Grimoaldo obtuvo de Carlomagno, que se había convertido en rex Francorum et Langobardorum, el permiso para volver a ingresar en el principado y asumir la corona, empeñándose sin embargo en acuñar moneda y emanar documentos exclusivamente en nombre de Carlos e imponer a los longobardos el llevar la barbilla afeitada según la usanza franca.
En el primer período (788-792) las monedas fueron así pues acuñadas bajo el nombre conjunto de Grimoaldo y de Carlos: poniendo en el anverso la leyenda GRIM- + -VAL y el monogramma DX (dux), mientras en el reverso la leyenda recitaba DOMS CAR • con el monograma ℞, para rex. "CAR" es Carlomagno. En este periodo, Grimoaldo habría debido renunciar al título de príncipe y usar solo aquel de duque, con in esergo VIC (o VICΔ) en la posición que habitualmente estaba ocupada por CONOB. Para esta leyenda Wroth hipotetiza que sería la abreviatura de VICTORIA usada con anterioridad por Arechi. En este periodo fueron acuñadas por primera vez los denarios, también en este caso a nombre de Grimoaldo y Carlos.
A continuación Grimoaldo puso fin a las buenas relaciones con los francos y logró defender su autonomía. En este segundo periodo, las monedas fueron acuñadas solo bajo el nombre del príncipe longobardo. Grimoaldo se alió con el emperador de Oriente y se casó con la sobrina; el principado sufrió ataques de parte de los ejércitos francos pero el príncipe logró hacerles frente. En la nueva acuñación reaparecieron in esergo CONOB y el título PRINCI, ambos ausentes en la amonedación del primer período.

### Amonedación de la plata
Con Grimoaldo junto a la producción de monedas de oro empezó la amonedación de la plata. Fueron acuñados denarios con características parecidas a aquellos emitidos en el mismo periodo por el papado y el reino franco.
Los primeros denarios de Grimoaldo III llevaban en el anverso el monogramma usado por Carlomagno en sus monedas, y en el anverso aquel de Grimoaldo. También en los denarios, después del 792, cambiaron los tipos: en el anverso estuvo puesto el nombre de Grimoaldo, con un nuevo monograma, y en el reverso la cruz mejorada sobre escalones flanqueada de las letras "A" y "ω".
Bajo Grimoaldo IV, sucesor de Grimoaldo III, en el anverso comenzó a aparecer la dedicatoria al arcángel Miguel. El arcángel era protector y símbolo de los longobardos, y objeto de un culto particular. Además el santuario de San Miguel Arcángel sobre el Gargano, dedicado al arcángel, se encontraba justo en el territorio del principado de Benevento. Bajo este príncipe no fueron acuñadas monedas de oro. Grimoaldo no firmó como príncipe sino simplemente como Grimoaldo, hijo de Ermerico. Los denarios de Grimoaldo IV presentaban tipos de hecho particulares: en el anverso la leyenda • GRIMOALD FILIVS ERMENRIH[I] rodea una espiga de grano, que se podía presentar entre tallos incluso entre hojas; en el reverso la leyenda • ARCHANGELVS MICHAEL rodeaba una cruz, de brazos de igual longitud, flanqueada por cuatro rectángulos alargados.
La acuñación áurea retornó bajo Sicone, que continuó poniendo la dedicatoria al arcángel Miguel e introdujo el nuevo tipo con la imagen del arcángel en el reverso y la leyenda ΛRCHANGELVS MICHΛЄL con sus variantes. La moneda es así descripta por Cagiati: «Figura del arcángel Miguel en perspectiva; sosteniendo en la derecha mano el báculo pastoral, en la izquierda una cruz, debajo un pequeño triángulo». Este tipo fue usado en la amonedación bizantina todo el VII siglo. Sicone usó este tipo solo para los sólidos; para los tremises fue empleado aquel tradicional con la cruz mejorada, pero la leyenda también en este caso era ΛRCHANGELVS MICHΛЄL. Con Sicone continuó la acuñación del denario con en el anverso la leyenda PRIHCES BEHEBEH • TE alrededor del monograma cruciforme SICO. Las variantes fueron particularmente numerosas: Cagiati describe unas 25. El tipo con el monograma del monarca en el anverso y una cruz en el reverso es parecido a aquel de los denarios de Carlomagno; a diferencia sin embargo de las monedas francas, donde era representada una cruz griega, en las monedas de Sicone fue usada la tradicional cruz mejorada sobre escalones.Como ya fue visto este tipo era ya usado por Grimoaldo III.
Bajo el hijo y sucesor de Sicone, Sicardo, el tipo con el arcángel Miguel en el reverso no fue más usado. Las monedas de oro, siempre sólidos y tremises, fueron acuñadas con el tipo tradicional que mostraba en el reverso la cruz mejorada sobre escalones. Esta fue la última amonedación áurea de los príncipes longobardos de Benevento. En los denarios fue usado un nuevo monograma cruciforme con las letras SICARD. Sicardo fue el último soberano del principado beneventano en su estructura unitaria. A su muerte, comenzó una guerra civil que determinó la definitiva separación de Salerno. Una breve reunificación se tuvo solo en las últimas décadas del siglo X. Las monedas de sus sucesores fueron solamente de plata.

#### Amonedación de Adelchi
Particular fue la acuñación de Adelchi, que atestigua los cambios políticos del principado. En el 860 Adelchi fue derrotado en Bari por fuerzas sarracenas; debió así pues pedir ayuda al emperador franco Ludovico II, que en el 866 derrotó a los Sarracenos y en el 871 reconquistò Bari. Ludovico II buscó así reafirmar el control imperial sobre el principado, acuartelando tropas en las fortalezas beneventanas. Adelchi contestó cogiendo prisionero el emperador mismo mientras éste se encontraba hospedado en el palacio principesco de Benevento.
La amonedación de Adelchi está subdividida en cuatro períodos, cada uno con varios tipos. Se trata todavía siempre de denarios.
| personas notables                  | años    |    |
| ---------------------------------- | ------- | -- |
| Adelchi solo                       | 853-867 | 7  |
| Adelchi y Ludovico                 | 867-870 | 2  |
| Ludovico o Ludovico con Engelberga | 870-871 | 13 |
| Adelchi y el papa Juan VIII        | 871     | 1  |

El primer periodo de la amonedación de Adelchi (853-867) es el que lleva solo el nombre del príncipe; los tipos usados fueron siete. Entre estos, uno en el anverso presentaba en el campo, sobre tres líneas, la leyenda + / ADEL' / PRIN y en el reverso una cruz limitada por cuatro rectángulos y alrededor la leyenda • ARHANGEMIHAE (arcángel Miguel), muy parecido al reverso de los denarios de Grimoaldo IV de cincuenta años atrás. Otro tenía en el anverso la tradicional cruz sobre escalones con alrededor la leyenda ADELHIS PRINCE, mientras en el reverso, dentro de la leyenda A • RHANGELVMICHAEL, había una cruz, mejorada en el asta horizontal, y con siete glóbulos en cada brazo del asta vertical. Un tercer tipo tenía en el campo las letras P ADL R (príncipe Adelchi) dispuestas sobre tres líneas que formaban una cruz, con alrededor la leyenda + SANCTA MARIA, mientras otro todavía tenía el "templito carolingio" ya usado en los denarios torneses de Ludovico el Pio.
Después de la reconquista de Bari, Ludovico se estableció en Benevento. Esta situación está atestiguada de las emisiones del segundo periodo, aquellas de los años 867-870, que ven denarios en el nombre conjunto de Adelchi y Ludovico II. LOS tipos usados fueron dos: el primero presentaba en el anverso la imagen de la espiga ya usada por Grimoaldo IV y alrededor la leyenda + LVDOVICVSIMPE y en el reverso una cruz del Santo Espíritu flanqueada por las letras M y H (para Michael) y la leyenda + ADELHIS PRINCES, con la última S retrograda; el otro denario en el anverso tenía en el campo la leyenda LOS | LVDO | VVICV | ^ P ^ y en el reverso las letras P ADL R (príncipe Adelchi) dispuestas sobre tres líneas formando una cruz mientras alrededor había la leyenda + ARHANGELMIHAEL.
En el tercer periodo fueron emitidos denarios a nombre de Ludovico solo o con la mujer. Estas monedas fueron colocadas en los años 870-871. En este caso los tipos usados fueron por lo demás retomados de las acuñaciones imperiales precedentes: el "templito carolingio", la cruz con la leyenda + XPSTIANARELIGI ("christiana religio") y otros todavía. En un grupo de monedas aparecen las leyendas BENVENTV COMIDAS, BENEVENTUM o parecidas. En otras monedas aparecía el nombre de la esposa de Ludovico, Engelberga, en la forma de ANGILBERGA acompañada de títulos como DMA ("domina"), IMP ("imperatrix") o AGVSTA, con varias grafías.
En el cuarto periodo fueron acuñadas monedas en el nombre conjunto de Adelchi y del papa Juan VIII. De este periodo, datado en el 871, es conocido solo un tipo que tiene en el anverso la leyenda ADELGI alrededor del monograma cruciforme con las letras IOHA (Iohannes, el nombre del papa en latino) y en el reverso, en el campo, la leyenda SCAMR (Sancta Maria).

#### Los últimos príncipes
Adelchi fue asesinado en el 878 a continuación de un complot que puso sobre el trono el sobrino Gaideris. De Gaideris y de los sus sucesores son notables poquísimos ejemplares de monedas y no todas las atribuciones son seguras. Calgiati cita para Gaideris un único ejemplar y también para Radelchi II y Aione II un ejemplar cada uno.
En el 899 Atenolfo I, príncipe de Capua, conquistó Benevento, unió los dos principados y de hecho el principado de Benevento terminó de tener relevancia política autónoma.

#### Principado de Salerno
En el 839 Sicardo de Benevento fue asesinado en una conjura urdida dpor su tesorero y sucesor Radelchis. El pueblo de Salerno proclamó entonces príncipe al hermano de Sicardo, Siconulfo. El enfrentamiento entre los dos pretendientes duró más de diez años y en este periodo Siconulfo transfirió a Salerno la capital del principado beneventano.
La amonedación longobarda del principato de Salerno está dividida en dos fases: la primera corre desde alrededor el 840  hasta alrededor al 900 y la segunda desde alrededor el 1050 al 1077. La atribución de las monedas a los príncipes de Salerno es a menudo incierta: en el área circulaban también monedas bizantinas y beneventanas, incluso monedas árabes procedentes de la Sicilia, al igual que los cuartos de denario o taris con escritos cúficos.
Siconulfo emitió sólidos y denarios de plata. Sobre las monedas de plata mantuvo el título de príncipe de Benevento como aparece en las leyendas: PRINCE BENEBENTI.
Después de Siconulfo la acuñación devino exclusivamente de plata. Las monedas de los sucesores, a excepción de aquellas de Guaiferio (861-880), son rarísimas: a menudo se trata de ejemplares únicos o notables solo por dos o tres ejemplares. El tipo más difundido lleva un monograma en el anverso y una cruz mejorada sobre escalones en el reverso. La primera fase de la amonedación tuvo finalización bajo el hijo de Guaiferio, Guaimario (880-901).
La segunda fase de la amonedación tuvo lugar bajo el príncipe Gisulfo II. Fueron acuñados follaros, monedas de cobre difundidas en diversos centros de la Italia meridional. Un tipo presentaba en el anverso el príncipe sentado en trono y en el reverso el panorama de la ciudad fortificada.

## Pesos y aleaciones

### Oro
Las monedas acuñadas inicialmente, antes de la difusión del denario, fueron el sólido, una moneda de oro, y el tremís, también ésta de oro, igual a un tercio de sólido. El peso del sólido "bizantino" era de alrededor de 4,55 gramos y aquel del tremís de alrededor 1,52 gramos.
Según Cagiati el peso de los sólidos beneventanos raramente llegaba a los 4 gramos. El peso de los sólidos conservados en el Museo Británico en el periodo 706-806 es generalmente superior a los 60 granos (alrededor de 3,87 g), llegando en algunos casos como mucho a 64 granos (alrededor de 4,15 g). En las últimas acuñaciones, (817-851) es normalmente inferior a los 60 granos. Los tremises del Museo Británico tienen un peso que varía entre los 19 y los 21 granos (alrededor de 1,23-1,35 gramos).
La aleación usada en Benevento en la amonedación áurea varió notablemente y fue en general más baja de aquella de las casas de moneda imperiales. Cagiati reporta los datos de un estudio publicado por Vincenzo Capobianchi, según el cual el título medio de los sólidos es de 0.762.
A veces fue usado el electro o alguna otra aleación del oro. El análisis de las monedas de Romualdo II proporciona una aleación de 20 quilates, aquellas de Gregorio oscilan entre los 20 y los 18 quilates; con sus sucesores el oro es de 18 quilates. Bajo Arechi II (758-787) la aleación que inicialmente era de 18 quilates deviene de 13 y 1/3. Con Grimoaldo III, que dio inicio a la acuñación de la plata, la aleación del oro bajó posteriormente a 12 quilates. Con Sicone se tuvo también una ulterior pérdida de peso y bajo sus sucesores también el contenido áureo descendió a 10 quilates, hasta que con Adelchi las monedas de oro cesaron de ser acuñadas y las únicas monedas batidas fueron los denarios de plata.

### Plata
A partir de Grimoaldo III se empezaron a acuñar monedas de plata, siguiendo la amonedación difundida en Italia por los francos (amonedación carolingia). El peso de los ejemplares del Museo Británico varía entre los 22•1 granos (alrededor de 1,43 g) de aquellas de Grimoaldo III y disminuye gradualmente hasta los 19•9 de Siconolfo (1,28 g), a los 18•8 (1,21 g) de Radelchi I para llegar a descender bajo Adelchi, en algunos ejemplares, a 16•6 granos (1,07 g).
La aleación de estos denarios todavía es de buena calidad.

## Leyendas y epigrafía monetaria
Sobre las primeras monedas eran reportadas leyendas que semejan solo aproximadamente a aquellas originales: IYNIVNVS por "Iustinianus", VGЧS por AVGVSTI, DNI INVSPP por DN ("dominus") I [VSTIN EN]I[A]NVS ("Iustinianus").
En el esergo era reportada la legenda CONOB, escrita con varias modalidades: CONO, ONO; a veces la "B" estaba escrita retrógrada, a menudo de dimensiones mayores de las otras letras.
Los nombres y las palabras presentes tienen notables variedades en la grafía: MICHΛЄL, MICHAEL, MIHAEL MICNACL, MIHCAEL, incluso un ΠICHVEL; BINIBENTI, BENEBENTI, BENEBEHTI o DENEDENTI, BENEBENTV; PRINPI, PRINCIP, PRINCE, PRINCES, PRINCEES.
A veces la "A" era escrita V, Δ, Λ, ∀ o ∇ y en otras ocasiones era girada 90° en un sentido o en el otro. La letra "S" era escrita a veces retrógrada o en otras ocasiones es girada 90°. La letra "G" estaba escrita como ʕ y a veces asemejaba una "S".
El nombre del duque estaba indicado en el reverso con la inicial en el campo, junto a la cruz. El título de DVX estaba indicado en algunos casos con una "D", a veces escrita como "Δ". Con Gisulfo II el título estaba indicado por el monograma  (DVX): en algunos casos a la izquierda, en otros a la derecha de la cruz y, en otros todavía, girado. En las primeras monedas de Liutprando la cruz era flanqueada de las letras "L" y "S", la segunda indicaba la madre Scauniperga en calidad de regente.
Cuando, con Arechi II, el ducado se transformó en principado el reverso evidenció el nuevo título con la leyenda VITIR∀— PRINPI.
Particulares son las monedas de Grimoaldo III. Las letras identificativas de este príncipe son la "G" y la "R" que flanquean la cruz. El nombre está escrito por primera vez en forma extendida como GRIM VALD. En la primera fase de la amonedación de Grimoaldo (788-792) las monedas presentaban en el anverso la leyenda GRIM VAL seguida del monograma DX ("dux") y al reverso la legenda DOMS CAR con el monogramma ℞, ("rex"). En los denarios fueron usados varios monogramas con el nombre del príncipe. Muchos tenían las letras en las extremidades de una cruz o dispuestas a formar una cruz ellas mismas. La letra "Ω", que apareció en los denarios de Grimoaldo después de su ruptura con Carlo Magno, estaba escrita debajo la forma "ω".